# Nožed
Nožed – wieś w Słowenii, w gminie Izola. W 2018 roku liczyła 73 mieszkańców.